# Психіка
Психіка (від дав.-гр. ψυχή, «порив вітру, дихання, душа» та лат. суфікс -ic) — сукупність усього, притаманного людському розуму: сприйняття (когніція) та поведінка, свідоме та несвідоме, процеси мислення, уваги тощо. Це система явищ притаманна суб'єктивному внутрішньому світу не тільки людини, але і деяких вищих тварин.
Психіка є об'єктом вивчення психології як наукової дисципліни. Саме слово має довгу історію використання в психології та філософії, починаючи з давніх часів. Психіка, як явище, представляє одне з фундаментальних понять для розуміння природи людини з наукового погляду. 
З погляду психології, психіка — суб'єктивний відбиток об'єктивної дійсності в нервовій системі людини , на основі якого регулюється взаємодія людини з зовнішнім середовищем. Психіка - це функція головного мозку, його здатність відображати об'єктивну дійсність та реагувати на зовнішні подразники з метою адаптації, регуляції поведінки, втілення біологічної мети існування живого. 

Існує ряд підходів до розуміння психіки. Зокрема прибічники когнітивно-поведінкового підходу часто визнають поняття психіки застарілим, надаючи перевагу слову "розум", "мозок".  В той час в інших підходах поняття психічного залишається актуальним до наших днів. Визначення психіки можуть також відрізнятись залежно від того, що науковець вкладає в це поняття, на приклад:
"Психіка – це продукт діяльності головного мозку."
"Психіка - це пильнування мозку в очікуванні на контакт.
"Психіка - це сукупність ментальних процесів та явищ."
Психічні явища мають чітке наукове підґрунтя та є реальними, об'єктивними. Тобто кожен психічний процес чи явище, що його розглядає психологія, має свою фізіологію та фізичну, нейрофізіологічну, нейрохімічну природу.

## Психічні явища
Весь спектр явищ психіки, що вивчаються психологічною наукою, охоплюють чотири їх групи: психічні процеси, психічні стани, психічні властивості та масові явища психіки.
- Процеси також мають назву когнітивних, пізнавальних, оскільки спрямовані на пізнання довколишнього та внутрішнього світу. Це — відчуття, сприйняття, увага, пам'ять, уява, мислення, мова.
- Психічні стани характеризують внутрішні переживання і мають визначальний вплив на перебіг діяльностей. Це стани: уваги, напруги, релаксації, установки, також емоційні переживання пов'язані з процесом задоволення потреб та самі потреби (мотиваційні переживання).
- Властивості мають також назву індивідуальних, особистісних: здібності, темперамент, характер, воля, почуття, потреби, мотиви поведінки, стійкі відношення до себе та оточення. Тобто, все те, що відрізняє людину від інших як особистість і проявляється у поведінці.

Наведена вище класифікація психічних явищ за Немовим є однією з декількох подібних. Її відмінністю є остання четверта група, в ній вміщені явища, які мають місце лише в соціальних взаємодіях: мода, паніка, чутки, громадська думка.

## Походження
Формальне визначення психіки, як об'єкту вивчення психологічної науки, залишається дискусійним, проте вчені в області психології сходяться на розумінні психіки як продукту дільності нервової системи або функнції нервової системи людини.  Відповідним висновком є розуміння питання походження психіки як закономірного наслідку розвитку нервової системи еволюційним шляхом. Психіка виникла й розвинулася у вищих тварин у процесі біологічної еволюції у зв'язку з розвитком нервової системи, що регулює відносини організму з середовищем.  Розуміння психіки як душі вважається застарілим та корінням сягає в античні часи. Ненаукові погляди на питання походження людини висувають свої міркування щодо походження психіки. Проте такі дискусії вважаються поза межами психології як наукової дисципліни.

## Функції психіки
Психіка виконує когнітивну (пізнавальну), регулятивну, мотиваційну та комунікативну функції.
Когнітивна функція виявляється в активізації всіх пізнавальних процесів при виконанні виробничого завдання. У процесі праці людина сприймає і переробляє інформацію, приймає і реалізує рішення, осмислює різні варіанти дій, використовує засвоєні знання, навички і вміння, прогнозує можливі ситуації, вдосконалює способи діяльності.
Регулятивна функція психіки в процесі праці реалізується в станах оптимальної мобілізації резервних можливостей працівника, необхідному рівні його активності, концентрації і спрямуванні пізнавальних процесів та вольових зусиль на досягнення поставленої мети.
Мотиваційна функція психіки пов'язана зі спонуканням працівника до активності та підтримання останньої на певному рівні.
Комунікативна функція психіки в процесі праці реалізується у спілкуванні працівників, яке є основою міжособистісних відносин, способом організації спільної діяльності та методом пізнання людини людиною.